# Knots Landing
Knots Landing – spin-off serialu Dallas, emitowany od 27 grudnia 1979 do 13 maja 1993 roku. Centrum akcji były fikcyjne przedmieścia Los Angeles. Za stworzenie programu odpowiadał David Jacobs. Serial doczekał się 344 odcinków. Był emitowany na kanale CBS.